# Астрюк, Томас
Тома́ Астрюк (фр. Thomas Astruc; род. в 1975 году в г. Париж, Франция) — французский аниматор, режиссёр, сценарист и раскадровщик. За свою карьеру поучаствовал в создании «W.I.T.C.H.», «Totally Spies!», «Код Lyoko», «Вакфу», «Васаби» и «Астерикс и Обеликс: Миссия Клеопатра». Сотрудничал (сотрудничает) с такими французскими анимационными компаниями как «ZAG Animation», «Method Animation», «Disney Channel EMEA», «Toei Animation», «SAMG Animation», «SK Broadband», «PGS Entertainment», «AB International Distribution» и «Sip Animation».
Тома́ наиболее известен как создатель мультсериала «Леди Баг и Супер-Кот» (фр. Miraculous, les aventures de Ladybug et Chat Noir), а также одноимённой вселенной франшизы «Miraculous».

## Биография
Астрюк родился 18 января 1975 года в городе Париже. Его родители были поклонниками творчества британского музыканта Дэвида Боуи поэтому родители назвали сына в честь Майора Тома — персонажа нескольких песен артиста, в том числе одного из самых известных его хитов Space Oddity. Позже Астрюк также назовёт одного из персонажей своего мультфильма Зигги, в честь персонажа Боуи и его альтер эго Зигги Стардаста.
По словам Астрюка его отец увлекался коллекционированием комиксов, благодаря чему в детстве он имел возможность познакомиться с различными комиксами по всему миру, что позже стало его источниками вдохновения, при создании собственных работ.
После окончания среднего образования Тома́ планировал стать дантистом или инженером, так как считал что эти профессии были достаточно серьёзными. Но в итоге увлёкся компьютерной анимацией и сумел поступить в Gobelins — престижную школу визуальных искусств в Париже, которую успешно закончил в 1995 году.

## Карьера
Астрюк начал карьеру в 1997 году в качестве раскадровщика. Он работал над созданием эпизода анимационного сериала «Diabolik», созданного на основе одноимённой серии комиксов. В центре сюжета — приключения неуловимого итальянского преступника и его подруги Евы. Параллельно молодой человек выполнял обязанности верстальщика для экранизации «Blake and Mortimer».
Год спустя его пригласили на ту же должность в рабочую группу мультсериала «Bob Morane». В 2001 году вышел знаменитый боевик «Васаби», в создании которого удалось поучаствовать Тома́. Сюжет фильма разворачивается вокруг французского полицейского Юбера Фиорентини, который неожиданно становится наследником огромного состояния. Но вместе с тем ему приходится взять на себя воспитание внебрачной дочери, о существовании которой он даже не подозревал.
Вскоре фильмография мужчины пополнилась картиной «Астерикс и Обеликс: миссия Клеопатра». Комедия является продолжением приключений находчивых галлов, которым на этот раз предстоит помочь египетской царице в возведении дворца, необходимого для победы в споре с Юлием Цезарем.
Следующим проектом, над которым Тома́ работал в качестве раскадровщика, был мультсериал «Totally Spies!». Героинями приключенческого боевика стали подруги Алекс, Сэм и Кловер, которые пытаются совмещать учёбу и службу в шпионской организации «В.О.З.Л.», борющейся с мировой преступностью.
Вскоре после этого Астрюк присоединился к создателям подросткового фэнтези «Чародейки». События разворачиваются в мире, в котором существует несколько измерений, соединяющихся с помощью порталов. Пятью обычным школьницам, которые неожиданно обнаруживают в себе магические силы, предстоит нелегкая борьба со злом, угрожающим населению Земли.
В тот же период Тома́ встретил женщину, которая была одета в футболку с рисунком божьей коровки. Этот образ так захватил его, что, когда они с коллегами в шутку обменивались листочками со смешными рисунками, мужчина нарисовал супергероиню, одетую в костюм божьей коровки. Вскоре он начал работать над серией комиксов.
Позже режиссер познакомился с Джереми Загом, который предложил превратить идею в анимационный сериал и выступил в качестве продюсера. Биография главной героини по имени Маринетт начала обрастать новыми фактами, и вскоре у неё появилась любовная линия с юношей, который прячется за маской чёрного кота.
Концепция менялась несколько раз, но в итоге на экраны вышла супергеройская комедия «Леди Баг и Супер-кот», очаровавшая зрителей во всем мире. После показа 1-го сезона Астрюк проснулся знаменитым, его начали приглашать на интервью и фан-встречи. Это вдохновило мужчину продолжать работу над проектом, который в итоге неоднократно продлевался.
В одном из эпизодов мультсериала Тома́ появлялся в качестве одного из главных персонажей. По сюжету серии под названием «Анимаэстро» после публичного унижения в Томаса вселяется акума и стал суперзлодеем - Анимаэстро (злодеем-кинорежиссёром).
Тома́ является активным пользователем «Твиттера», где сообщает о новостях и ведет оживленные беседы с фанатам.

## Личная жизнь
На момент разработки мультсериала «Леди Баг и Супер-Кот» встречался с девушкой азиатского происхождения. По его словам, образы родителей Маринетт списаны с него и его подруги, а Маринетт является их вымышленной дочерью.
Женат. Имеет дочь.